# Fattah (Rakete)
Fattah ist der Name zweier Mittelstreckenraketen (Fattah-1 und Fattah-2) aus iranischer Produktion.

## Name
Der Name Fattāh (persisch فتاح) bedeutet „Eroberer“ oder „Siegesbringer“, auf Arabisch „Sieger“, und bezieht sich auf Al-Fattāḥ – eine synonym verwendete Gottesbezeichnung im Islam.

## Fattah-1
Fattah-1 ist eine ballistische Mittelstreckenrakete. Iran deklariert diese als Hyperschallrakete, was jedoch laut einem Militärexperten des IISS irreführend ist, da praktisch alle modernen ballistischen Mittelstreckenraketen Hyperschallgeschwindigkeit erreichen. Echte Hyperschallraketen schaffen dies aber über den gesamten Flug hinweg, was bei der Fattah-1 nicht der Fall sei. Laut dem IISS besitzt die Fattah-1 einen MaRV-Gefechtskopf, der für den Wiedereintritt von der Raketenstufe abgetrennt wird. Danach sei der Gefechtskopf in der Lage, die Flugroute etwas zu verändern. Damit ist sie laut iranischen Angaben in der Lage, Raketenabwehrsysteme zu umgehen.
Die Raketenstufe der Fattah-1 basiert auf der Kheibar-Shekan-Rakete oder ist mit dieser identisch. Auf die Raketenstufe ist ein Wiedereintrittskörper mit einer Länge von rund 50 cm aufgesetzt. Die Fattah-1 hat inklusive Treibstoff ein Gewicht von ca. zwölf Tonnen. Ohne Treibstoff wiegt sie etwa drei Tonnen. Der Splittergefechtskopf wiegt zwischen 350 und 450 kg. Als Steuerelemente dienen der Fattah-1 ein Trägheitsnavigationssystem und ein Globales Navigationssatellitensystem, welches auf GPS und GLONASS zurückgreift. Iranischen Angaben zufolge soll die Rakete einen Streukreisradius (CEP) von 10 bis 25 Meter erzielen.

## Fattah-2
Im November 2023 stellten die iranischen Revolutionsgarden ihrem obersten Führer, Ali Chamenei, die Fattah-2 vor.

## Kriegseinsatz
Am 1. Oktober 2024 wurden nach iranischen Angaben erstmals Raketen vom Typ Fattah-1 der Luftstreitkräften der Revolutionsgarden gegen Israel eingesetzt. Diesen soll es gelungen sein die israelische Luftabwehr zu überwinden. Die Anzahl der eingesetzten Fattah-1 ist nicht bekannt.
Nachdem Israel am 13. Juni 2025 die Durchführung von Operation „Rising Lion“ begann und Präventivschläge gegen das iranische Atomprogramm durchführte, antwortete der Iran unmittelbar mit Operation „Wahres Versprechen III“ (وعده صادق ۳). Der Iran führte massive Raketenangriffe mit ballistischen Raketen, sowie Kampfdrohnen auf mehrere Ziele innerhalb Israels durch. Hierbei sollen die Fattah-1 sowie die verbesserte Version Fattah-2 zum Einsatz gekommen sein. Es soll mehreren Raketen dieses Typs gelungen sein, die israelischen Raketenabwehrsysteme zu überwinden und im Zentrum von Tel Aviv, nahe dem Hauptquartier der israelischen Verteidigungsstreitkräfte auf dem Kirya-Gelände sowie weitere Ziele auf dem Territorium Israels zu treffen.

## Einschätzung der Fähigkeiten
Nach Ansicht mancher westlicher Beobachter sind Teherans Angaben über die Leistungsfähigkeit der Fattah übertrieben. Es sei mittlerweile fast jede Rakete in der Endflugphase hyperschallschnell, so auch die Fattah. Sie besitze jedoch als Wiedereintrittskörper anstellte eines „Hypersonic Glide Vehicle“ (HGV) lediglich ein „Manoeuverable Re-Entry Vehicle“ (MaRV) und sei somit keine Hyperschallrakete im eigentlichen Sinne, sondern eine ballistische Rakete. Jedoch sei eine Höchstgeschwindigkeit von Mach 15 selbst mit russischer Hilfe für den Iran ein „massiver Sprung an Fähigkeiten“ - die russische Hyperschallrakete Kinschal beispielsweise hat selbst laut russischen Angaben eine Höchstgeschwindigkeit von nur Mach 10.